# Calzini con le dita

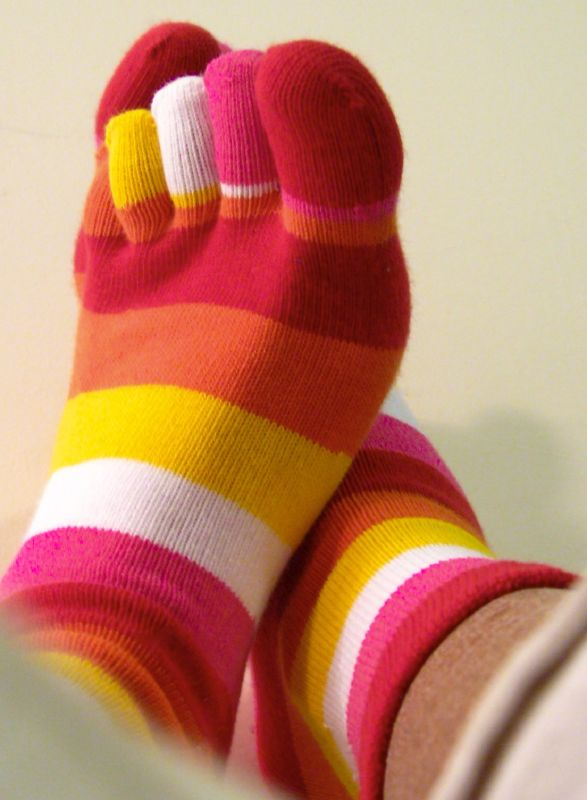
Calzini con le dita

I calzini con le dita sono un indumento che si indossa sul piede. Si distinguono dal normale calzino perché il tessuto che li compone separa le dita le une dalle altre. Si distinguono dai tabi giapponesi perché separano fra di loro tutte le dita, e non solo l'alluce.
I calzini con le dita assomigliano ad un guanto, ma per i piedi. Permettono di essere utilizzati con le ciabatte infradito e con quelle paia scarpe che a loro volta hanno le dita.
Esistono varianti, dotate di parte inferiore antiscivolo, per alcuni sport come wii Fit, yoga e pilates.